# Симард, Сюзанна
Сюзанна Симард (англ. Suzanne W. Simard; род. 1960) — канадский лесной эколог, профессор Университета Британской Колумбии. Отмечена Killam Teaching Award (2006), а также Lewis Thomas Prize (2023).

## Биография
Пионер в области коммуникации и интеллекта растений; известна своими новаторскими исследованиями в области коммуникации деревьев, растений и лесов в целом; известна своими работами о том, как деревья взаимодействуют и общаются с помощью подземных грибковых сетей. Получила степени доктора философии и магистра (MSc) в области лесной экологии в Университете штата Орегон (докт. дисс. — 1997 года, исслед. было опубликовано в Nature). Прежде также окончила Университет Британской Колумбии как бакалавр. С 2002 на лесном факультете последнего, где ныне профессор лесной экологии и возглавляет проект «Материнское дерево» (многоучастковый эксперимент в Британской Колумбии).
Её брат-наездник погиб на родео.
Ей довелось выстоять в борьбе с раком (у неё был рак молочной железы). Есть две дочери. После брака с коллегой-лесником (они расстались в 2012) у неё были отношения с женщиной.
Сама она выросла в канадских лесах, недалеко от гор Монаши, будучи потомком лесорубов. Её бабушка и дедушка были среди первых поселенцев и в их честь даже назвали местный горный хребет. Её мать умерла в 2022 году.
Её первым местом работы была лесозаготовительная компания в Британской Колумбии в конце 70-х.
Опубликовала более 200 рецензированных статей. Публиковалась в Nature, Ecology, Global Biology. Автор нескольких книг, в частности научных мемуаров «Finding the Mother Tree: Discovering the Wisdom of the Forest» (Knopf, 2021), бестселлера New York Times.
В Гардиан отмечалось, что говорят, что героиня романа Ричарда Пауэрса «Сверхистория», получившего Пулитцеровскую премию 2019 года, была инспирирована С. Симард.
Идеи Симард демонстрировались в фильме 2009 года «Аватар».